# Розстріл автоколони під Куп'янськом
Розстріл автоколони під Куп'янськом — скоєний російськими військовими злочин, стався 25 вересня 2022 року на автодорозі Курилівка-Піщане неподалік Куп'янська, Харківська область. Російські військові вбили 26 осіб.
На той час ділянка дороги перебувала у «сірій зоні», українські військові змогли дістатись місця злочину 1 жовтня 2022 року.

## Історія
27 вересня в ході наступальної операції ЗСУ на окуповану Росією територію Харківської області, було деокуповано смт Куп'янськ-Вузловий та прилеглі села, і розпочато період повернення до мирного життя звільнених територій.
30 вересня на околиці села Курилівка ЗСУ виявили тіла цивільних в розстріляних та вигорілих 6 легкових автомобілях та фургоні, що намагалися виїхати у напрямку села Піщане. Після розголосу про злочин у ЗМІ, з'явилися 7 свідків трагедії, яким вдалося врятуватися в смт Ківшарівка. Згідно їх свідчень, вранці 25 вересня їх евакуаційна автоколона рушила з Курилівки в напрямку Сватове, Старобільськ, нібито через єдиний на той час шлях, через те, що на всіх інших дорогах були зруйновані мости, а село обмежене річкою та болотом. А близько 9 години їх колону розстріляла російська диверсійна група перехресним вогнем із засідок з одного боку впритул з БМП, з іншого — з піхотної зброї, якою добивали поранених та тих хто намагався втекти. Впродовж місяця правоохоронцями ідентифіковано усіх жертв автоколони, ними виявилися 48 цивільних, місцевих мешканців. Серед загиблих — перевізник, який організував виїзд колони біженців, що заплатили за евакуацію по 6 тис. грн з людини. Він виявився колишнім жителем Куп'янська-Вузлового.
На той час ділянка Курилівка-Піщане перебувала у так званій «сірій зоні».
Під час розстрілу вдалось врятуватись двом дітям — 1,1 роки та 5 з половиною років. Батьки дітей загинули в колоні. За попередніми даними було відомо про 24 загиблих, серед них вагітна жінка та 13 дітей.
Під час додаткового огляду місця злочину було знайдено тіло іще однієї жертви — перед смертю 75-річна жінка змогла проповзти близько 200 метрів у лісосмугу де від отриманих поранень померла.
17 жовтня 2022 року було виявлено 26 жертву розстрілу — 19-річний юнак був поранений, подолавши 1,5 кілометра від отриманих поранень помер у лісосмузі. Жертви тих подій, які разом з ним рятувалися втечею, заявили, що свідомо залишили його дорогою через те, що той нібито «стік кров'ю та знепритомнів», а непритомного «тягнути по бруду і комишам» вони не захотіли[джерело?].
Таким чином, кількість загиблих склала 26 осіб, врятуватись вдалось 22 особам.
Частину речових доказів (тіла загиблих та машини) оглянули французькі експерти. Ними було виявлено ознаки застосування фугасних снарядів калібру 30 мм та 45 мм, а також гранати ВОГ-17 та ВОГ-25.

## Жертви
Станом на 20 жовтня 2022 року ідентифіковано 12 із 26 жертв розстрілу. Серед загиблих — вагітна жінка та 13 дітей.
В лікарні окупантів перебувають 10-річний Павло Дерев’янко та 12-річна Марина Малахова. Дівчинку з тяжким пораненням спочатку доправили до місцевої лікарні, звідти перевели до Луганська. Дитина залишилася круглою сиротою. У хлопчика мати загинула, залишився лише батько, якого шантажують бойовики екстремістської організації Росії «ЛНР», пропонуючи віддати дитину лише особисто йому та оформити російське громадянство, ймовірно з метою залучення до примусової мобілізації, яку Росія проводить на тимчасово окупованих територіях України. Крім того, дітей також використали у пропагандистських новинах, розганяючи фейки про «обстріл ЗСУ колони на Харківщині».